# طراحی خوب

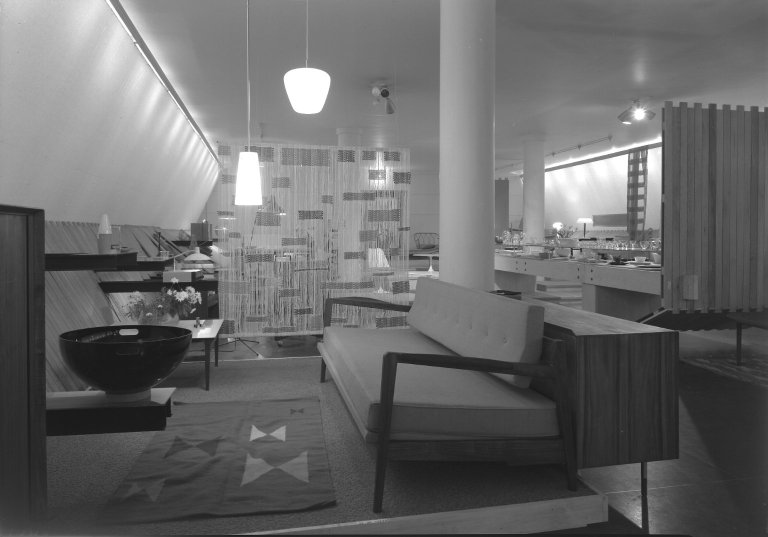
طراحی برای نمایشگاه خانگی، ۱۹۵۸ میلادی، موزهٔ بروکلین

جنبش طراحی خوب (به انگلیسی: Good Design) یک جنبش هنری یا مفهوم طراحی بود که در دهۀ ۱۹۳۰ میلادی سرچشمه گرفت، اما اساساً بلافاصله پس از جنگ جهانی دوم در ایالات متحدۀ آمریکا شکل گرفت. طرح‌هایی که تحت تأثیر طراحی خوب ساخته شده‌اند، شامل: ساختمان‌ها و مبلمان، اما همچنین اشیاء روزمره مانند: وسایل آشپزخانه، اشیاء خانگی و ابزار باغبانی می‌شود. اسامی مرتبط با جنبش نیز عبارتند از: چارلز و ری ایمز، لاسلو موهولی-ناگی و هانس وگنر.
موزۀ هنر مدرن، نیویورک یک نیروی تأثیرگذار بر جنبش بود. یک نمایشگاه بزرگ با عنوان طراحی خوب، از ۲۳ سپتامبر تا ۳۰ نوامبر ۱۹۵۲ میلادی در آنجا برگزار شد. نمایشگاه گذشته‌نگرِ طراحی خوب چه بود؟ پیام ام‌اُ‌ام‌ای، ۱۹۵۶–۱۹۴۴ میلادی، نیز از ۶ مه ۲۰۰۹ تا ۱۰ ژانویه ۲۰۱۱ میلادی در ام‌اُ‌ام‌ای برگزار شد.